# Emmanuel Banda
Emmanuel Justine Rabby Banda (ur. 29 września 1997 w Chililabombwe) – zambijski piłkarz grający na pozycji środkowego pomocnika. Od 2023 jest zawodnikiem klubu HNK Rijeka.

## Kariera klubowa
Swoją karierę piłkarską Banda rozpoczął w klubie Nchanga Rangers. W 2016 roku zadebiutował w jego barwach w pierwszej lidze zambijskiej. Następnie wyjechał do Portugalii i w sezonie 2016/2017 występował w czwartoligowym SC Esmoriz. W 2017 roku przeszedł do belgijskiego KV Oostende. Zadebiutował w nim 30 lipca 2017 w przegranym 0:1 domowym meczu z Royalem Excel Mouscron. Wiosną 2019 był z niego wypożyczony do francuskiego trzecioligowego AS Béziers.
W lutym 2022 Banda przeszedł do Djurgårdens IF. Swój debiut w nim zaliczył 22 lipca 2020 w zremisowanym 0:0 domowym meczu z Östersunds FK. W sezonie 2022 wywalczył z nim wicemistrzostwo Szwecji.
W styczniu 2023 Banda został został zawodnikiem HNK Rijeka. Swój debiut w nim zanotował 21 stycznia 2023 w zremisowanym 1:1 wyjazdowym meczu z NK Osijek.
| Sezon   | Klub            | Kraj       | Rozgrywki            | Mecze | Bramki |
| ------- | --------------- | ---------- | -------------------- | ----- | ------ |
| 2016    | Nchanga Rangers | Zambia     | Premier League       | ?     | ?      |
| 2016/17 | SC Esmoriz      | Portugalia | IV liga              | 16    | 1      |
| 2017/18 | KV Oostende     | Belgia     | Eerste klasse A      | 19    | 3      |
| 2018/19 | KV Oostende     | Belgia     | Eerste klasse A      | 5     | 1      |
| 2018/19 | AS Béziers      | Francja    | Championnat National | 13    | 0      |
| 2019/20 | KV Oostende     | Belgia     | Eerste klasse A      | 0     | 0      |
| 2020    | Djurgårdens IF  | Szwecja    | Allsvenskan          | 8     | 1      |
| 2021    | Djurgårdens IF  | Szwecja    | Allsvenskan          | 22    | 4      |
| 2022    | Djurgårdens IF  | Szwecja    | Allsvenskan          | 27    | 4      |
| 2022/23 | HNK Rijeka      | Chorwacja  | Prva HNL             | 19    | 2      |

## Kariera reprezentacyjna
W reprezentacji Zambii Banda zadebiutował 5 września 2017 w wygranym 1:0 meczu eliminacji do MŚ 2018 z Algierią, rozegranym w Konstantynie. W 2024 roku powołano go do kadry na Puchar Narodów Afryki 2023. Rozegrał w nim trzy mecze grupowe: z Demokratyczną Republiką Konga (1:1), z Tanzanią (1:1) i z Marokiem (0:1).